# Rajd Dunaju 1977
Rajd Dunaju 1977 (12. Danube Rally 1977) – 12. edycja rajdu samochodowego Rajd Dunaju rozgrywanego w Rumunii. Rozgrywany był od 29 do 31 lipca 1977 roku. Była to czwarta runda Rajdowego Pucharu Pokoju i Przyjaźni w roku 1977, dwudziesta siódma (współczynnik 2) runda ERC w roku 1977 oraz kolejna runda Rajdowych Mistrzostw Rumuni w roku 1977.

## Klasyfikacje rajdu
| Miejsce                      | Kierowca                     | Pilot                        | Samochód                     | Czas                         | Strata                       |                              |
| Klasyfikacja generalna i ERC | Klasyfikacja generalna i ERC | Klasyfikacja generalna i ERC | Klasyfikacja generalna i ERC | Klasyfikacja generalna i ERC | Klasyfikacja generalna i ERC | Klasyfikacja generalna i ERC |
| ---------------------------- | ---------------------------- | ---------------------------- | ---------------------------- | ---------------------------- | ---------------------------- | ---------------------------- |
| 1.                           | Ilia Chubrikov               | Pentzo Tserovski             | Renault 5 Alpine             | 4:26:09                      | 0.0                          |                              |
| 2.                           | Václav Blahna                | Lubislav Hlávka              | Škoda 130 RS                 | 4:30:03                      | +3:54                        |                              |
| 3.                           | Ilie Olteanu                 | Ovidiu Scobai                | Dacia 1300                   | 5:19:14                      | +53:05                       |                              |
| 4.                           | Gheorghe Urdea               | Mircea Stingaciu             | Dacia 1300                   |                              |                              |                              |
| 5.                           | Constantin Bercea            | Corneliu Tit                 | Renault 5 Alpine             |                              |                              |                              |
| 6.                           | Arpad Szalai                 | Andrei Vinta                 | Dacia 1300                   | 6:50:57                      | +2:24:48                     |                              |
| Klasyfikacja CoPaF           |                              |                              |                              |                              |                              |                              |
| 1.                           | Svatopluk Kvaizar            | Jiří Kotek                   | Škoda 130 RS                 | 2:37:01                      | 0.0                          |                              |
| 2.                           | Václav Blahna                | Lubislav Hlávka              | Škoda 130 RS                 | 2:43:24                      | +6:23                        |                              |
| 3.                           | Radoslav Petkov              | Kostadin Gurlev              | Lada VAZ 21011               | 2:43:29                      | +6:28                        |                              |
| 4.                           | Andrzej Radecki              | Henryk Mieczaniec            | Polski Fiat 125p 1500        | 2:47:13                      | +10:12                       |                              |
| 5.                           | Slavi Slavov                 | Zhelyazko Zhelyazkov         | Lada VAZ 21011               | 3:09:54                      | +32:53                       |                              |
| 6.                           | Ivan Ivanov                  | Konstantin Bozov             | Lada VAZ 21011               | 3:14:00                      | +36:59                       |                              |